# Грінвілл (Огайо)
Грінвілл (англ. Greenville) — місто (англ. city) в США, в окрузі Дарк штату Огайо. Населення — 12 786 осіб (2020).

## Географія
Грінвілл розташований за координатами 40°6′17″ пн. ш. 84°37′17″ зх. д. / 40.10472° пн. ш. 84.62139° зх. д. (40.104708, -84.621450).  За даними Бюро перепису населення США в 2010 році місто мало площу 17,27 км², з яких 17,10 км² — суходіл та 0,16 км² — водойми.

## Демографія
Згідно з переписом 2010 року, у місті мешкало 13 227 осіб у 5933 домогосподарствах у складі 3430 родин. Густота населення становила 766 осіб/км².  Було 6536 помешкань (379/км²).
Расовий склад населення:
| - 96,7 % — білих - 0,9 % — чорних або афроамериканців - 0,7 % — азіатів - 0,2 % — корінних американців |

До двох чи більше рас належало 1,1 %. Частка іспаномовних становила 1,4 % від усіх жителів.
За віковим діапазоном населення розподілялося таким чином: 21,5 % — особи молодші 18 років, 56,0 % — особи у віці 18—64 років, 22,5 % — особи у віці 65 років та старші. Медіана віку мешканця становила 43,4 року. На 100 осіб жіночої статі у місті припадало 85,4 чоловіків;  на 100 жінок у віці від 18 років та старших — 81,0 чоловіків також старших 18 років.
Середній дохід на одне домашнє господарство  становив 42 863 долари США (медіана — 33 269), а середній дохід на одну сім'ю — 49 557 доларів (медіана — 42 579). Медіана доходів становила 40 043 долари для чоловіків та 29 882 долари для жінок. За межею бідності перебувало 18,0 % осіб, у тому числі 27,3 % дітей у віці до 18 років та 4,8 % осіб у віці 65 років та старших.
Цивільне працевлаштоване населення становило 5308 осіб. Основні галузі зайнятості: виробництво — 26,8 %, освіта, охорона здоров'я та соціальна допомога — 20,4 %, роздрібна торгівля — 11,9 %, мистецтво, розваги та відпочинок — 8,3 %.